# Raruto
Raruto es un webcómic paródico del manga Naruto de Masashi Kishimoto creado por el español Jesús García Ferrer "Jesulink" el 30 de noviembre de 2005. Raruto está dibujado con un estilo Super Deformed, caricaturizando el dibujo manga de Naruto.
Ha llegado a ser traducido a inglés, francés, catalán, italiano, portugués, y polaco . La historieta es seguida por unos cuarenta mil lectores en España.
Actualmente Jesulink está trabajando en 5 Elementos, otra historieta de humor cuyo dibujo es similar al de Raruto, y que también ha contribuido a lanzar al autor a la fama en internet. Y en Kofi, webserie de animación que estrenó en mayo de 2014.

## Argumento
Zumomaki Raruto (parodia de Naruto)
es un joven ninja que tiene como objetivo ser el "Jefazo" (Hokage) de la aldea oculta de Torroja, ser aclamado y tener un sueldazo. Raruto es miembro del equipo 7 formado por sus compañeros Margarina Flora y Kuchilla Saske y su profesor Kágate Kakasí. A lo largo de la trama irá viviendo experiencias y conociendo personajes, que son parodias de los personajes y aventuras de la obra original de Masashi Kishimoto. El argumento en general no varía demasiado de "Naruto", sin embargo su autor ha sabido darle o más bien ponerle su esencia a la obra, lo cual la hace, fresca, graciosa y le da su propia originalidad, sobre todo en los chistes usados y la personalidad de cada personaje.

### 1.º Saga (Raruto)

#### Primera temporada
La primera temporada de Raruto narra los sucesos que ocurren desde la transformación de Zumomaki Raruto en ninja hasta el final de la primera prueba del examen de Súper-Ninja, pasando por la primera misión del Equipo 7 de Rango C, en la que vencieron al Mega-Ninja Merluza.

#### Segunda temporada
En la segunda temporada se explica lo que ocurrió en la segunda prueba del examen de Súper-Ninja en el Bosque de las Paranoias y en las preliminares de la tercera, en la que le rompen el brazo izquierdo y la pierna derecha a Ron Li. También se cuenta lo acontecido en el descanso de los preliminares.

#### Tercera temporada
En la tercera temporada se presenta a Sinyaya, uno de los tres Sandys que enseñaría a Raruto la técnica de la invocación. También se da la final del examen de Super-Ninja, pero es interrumpida por la invasión de la alianza de las aldeas ocultas del Barro y de la Música; en la invasión, Chochimaru consigue matar al Tercero, no sin antes perder su dedo meñique y después anular la invasión. La temporada termina con el funeral de Carasimio.

#### Cuarta temporada
En esta temporada Raruto se va a buscar junto a Sinyaya a Sumadre, la que sería la Quinta Jefaza, y por lo tanto la sustituta del Tercero. En su viaje se encuentran con Kuchilla Ichachi y Guisante, miembros de la Organización Frikitsuki que buscaban a Raruto. A la par que Raruto y Sinyaya, Chochimaru también estaba buscando a Sumadre para que le curara el meñique. Al final de la temporada se enfrentan los Sandys y se descubre que Sumadre no podrá curar a Ron Li.

#### Quinta temporada
En la quinta temporada, Chochimaru envía a unos secuaces para secuestrar a Kuchilla Saske. Una vez enterados en la aldea oculta de Torroja, mandan a un grupo liderado por Clara Pichamaru ya convertido en Súper-Ninja y formado por los ninjas Inurruta Simba, Zumomaki Raruto, Lechuga Benji y Achimichi Gordi para que le rescaten. Habiendo vencido ya Achimichi Gordi, Inurruta Simba (con ayuda de Kankulo), Clara Pichamaru (con ayuda de Teremari), Ron Li (con ayuda de Rata) Lechuga Benji y Coco a sus respectivos rivales, Raruto va a una batalla final con Saske con la cual se termina la primera saga.

## Personajes
La gran mayoría de los personajes de Raruto poseen versiones caricaturizadas de los nombres y comportamientos de los personajes de Naruto aunque también existen algunos personajes originales, tales como Coco, Larry o Rotulador. Debido al gran número de personajes que abarca la serie, en esta sección únicamente se mostrarán los protagonistas sobre los que gira la historia.
- Zumomaki Raruto (ズモマキ ラルト): ("Saske2")(El ninja Espacial) Raruto es un joven ninja de la aldea oculta de Torroja cuyo objetivo es ser Jefazo de la aldea. Cuando aún era un bebé, se le fue insertado al Kyūbi, el zorro de nueve colas, lo que le dota de una energía sobrenatural. Entre sus características están que siempre tiene los ojos cerrados y el disfraz de ninja que habitúa usar en las misiones. Su mejor amigo desde que le arrojaron sus canicas al mar es "Mano-Chan" su marioneta, la que creó durante el examen de Súper-ninja, este es su fiel amigo el cual tira rayos láser por los ojos y destruye ciudades, le ayuda en sus misiones de ninja. Su primera invocación fue "Rotulador", un dragón milenario volador que tiene el deber de salvar a todos aquellos que lo necesiten, y cuando Raruto pelea con Rata del Desierto, reaparece Rotulador el cual le ayuda a ganar. Está enamorado de Margarina Flora y es el rival de Kuchilla Saske. (Parodia de Naruto Uzumaki)

- Kuchilla Saske (クチヤ サスケ): ("Saske1").Siendo uno de los dos únicos supervivientes del clan Kuchilla junto a su hermano Kuchilla Ichachi, le guarda un gran rencor a este por haber matado a todo su clan. Saske es poseedor del doujutsu Sharinflan, que le concede una mayor rapidez visual; también es un experto en técnica Kagón (técnicas flamígeras). Su único objetivo es conseguir poder para derrotar a su hermano, por lo que se va con Chochimaru, quien antes le había colocado el sello maldito. (Parodia de Uchiha Sasuke)

- Margarina Flora(マルガリナ フロラ): es una repelente a la que le queda mucho por aprender en la vida. Es la única de su equipo, contando a su profesor, a la que le queda familia viva en condiciones, y extrañamente, les envidia por ello. Sufre una crisis de doble personalidad que le envenena por dentro hasta que consiga resolver sus problemas interiores. Forma equipo con Raruto y Saske. (Parodia de Haruno Sakura)

- Kágate Kakasí (カアガテ カカスイ): (alias "Ninja copión de Torroja", "Kaka") alumno del cuarto jefazo de Torroja, Kakasí disfruta de una gran reputación en el pueblo que le permite ligar y beber gratuitamente en algún que otro bar. Su alumnos son Saske, Raruto y Flora, a los que odia y ama sin condición. (Parodia de Hatake Kakashi)

- Kuchilla Ichachi (クチヤ イチャチ): (Alias "Saske3") Es El hermano mayor de Kuchilla Saske. Este juega mucho gameboy y gana siempre. Está siempre acompañado de "Guisante". A pesar de que a veces se llevaban la contraria, nadie sabía por qué seguían juntos.(Parodia De Uchiha Itachi)

- Sinyaya (シニャヤ): Integrante de los tres Sandys, fue el mentor del 4.º Jefazo y Ham Ham sensei. Es un viejo pervertido, autor del libro "El ninja que me clavó su katana" (Parodia de "Paraíso del Coqueteo"), 2.º en la lista de ventas (por detrás de "Los chistes de Raruto") que se encarga del "entrenamiento" de Raruto antes del examen de ascenso a super-ninja. En el último capítulo se va con Raruto a entrenar. (parodia de Jiraiya)

## Contenido de la obra

### Serie animada
Raruto cuenta con su propia versión animada, el primer capítulo de la serie vio la luz el día martes 7 de octubre de 2008. Actualmente se han completado exitosamente 7 capítulos doblados al español europeo y dos capítulos doblados al español latinoamericano, además del Especial de Navidad, el cual ha sido lanzado doblado al español latinoamericano, la serie finalizó en el Capítulo 7. la serie es totalmente hecha con adobe flash.

### Videojuegos
Raruto ha motivado la aparición de los siguientes juegos:
- Raruto Misión Ninja, un pack de juegos, que incluye Raruto Misión Ninja y una nueva versión de Mataninjas.
- Raruto Sk8boarders, un juego donde controlas a Raruto sobre el skate.
- Raruto Mugen, un juego de lucha de Raruto creado con M.U.G.E.N..
- Raruto, el ninja cósmico, una versión del arkanoid.
- Mano-Chan Fighters, un juego de lucha en que aparece Raruto y Saske en sus versiones Sisepuede.

Y Raruto también sale en:
- PiX Bros —de PixJuegos— desde la versión 0.6. Raruto es un enemigo dentro de la trama del juego.[6][7]

## Crossover y cameos
Raruto hace frecuentes menciones a otros manga —como Dragon Ball, Supercampeones, Pokémon, Doraemon— , dibujos en general —como El Rey León, Los Simpson, Peter Pan— o incluso juegos clásicos —como Super Mario Bros, Street Fighter y Super Smash Bros—, parodiando sus frases o tomando de ellos nombre, personajes u objetos.
Además, Raruto aparece en cameos para diferentes series, como el cómic Crazy Hill, en 5 Elementos o en Joputo.